# Plasticité (informatique)
Pour les articles homonymes, voir Plasticité (homonymie).
Le concept de plasticité désigne, en informatique et particulièrement dans le domaine des interfaces homme-machines, « la capacité d'une interface à s'adapter aux contraintes matérielles et environnementales dans le respect de son utilisabilité ».